# أسماك الدم العميقة
أسماك الدم العميقة أو أسماك الكاردينال العميقة أو أسماك المياه العميقة الدَمية (الاسم العلمي: Epigonidae)، فصيلة أسماك بحرية من رتبة الفرخيات. تضم حوالي 43 نوعًا. وهي أسماك صغيرة القد، يبلغ طولها 75 سم (30 بوصة)، ومعظمها ينمو إلى ما لا يزيد عن 20 سم (7.9 بوصة) أو نحو ذلك.
توجد في المحيطات المدارية والمعتدلة في جميع أنحاء العالم. وهي أسماك عظمية (تعيش في المياه العميقة بالقرب من قاع البحر) وقد تم العثور عليها على عمق 3000 متر (9,800 قدم).